# アネッテ・サーゲン
アネッテ・サーゲン（Anette Sagen、1985年1月10日 - ）はノルウェー、ヌールラン県モーシェーン出身のスキージャンプ選手。

## プロフィール
サーゲンは、11歳でスキージャンプを始めた。
4年後の2000年にジャンプ週間同様4か所のジャンプ台を回るFISレディースグランプリに参戦、2試合で一桁順位を記録して総合8位となった。
翌2001年のFISレディースグランプリでは初戦のショーンヴァルト(Schönwald)で5位となり、総合では10位になった。
2001-2002シーズンのFISレディースグランプリでは全4ジャンプ台で表彰台に上がった。ザールフェルデン(Saalfelden)とラストブーシュル(Rastbüchl)で3位、バイエルシュブロン(Baiersbronn)とショーンヴァルト(Schönwald)で2位となり総合成績において、ダニエラ・イラシュコ（オーストリア）に次いで2位となった。
2003年1月11日、12日にスロベニアのプラニツァで開催された国際大会で連勝、次週18日、19日にオーストリア、フィラハで開催された大会でも2位、1位と絶好調、その後のFISレディースグランプリでは初勝利を含みすべて2位以上で総合優勝を達成した。
2004年のFISレディースグランプリで2勝して総合2連覇を達成、ジュニア世界選手権では個人・団体の2冠、ホルメンコーレン大会でも優勝した。
2004-2005シーズンからスキージャンプ・コンチネンタルカップが女子ジャンプの最高峰として開始された。サーゲンは8勝をあげて初代総合チャンピオンの栄誉を得た。以後圧倒的な実力を発揮し続け、2008-09シーズン終了までにコンチネンタルカップで40勝を記録、総合5連覇を達成した。2009-2010シーズンは2勝して、ダニエラ・イラシュコ、ウルリケ・グレッスラーに次いでの総合3位だった。ノルウェー選手権で9個のタイトルを獲得している。
チェコのリベレツで開催された2009年ノルディックスキー世界選手権に優勝候補の一人として出場したが銅メダルに終わった。
2004年にヴィケルスン（ノルウェー）で行われたスキージャンプ・ワールドカップでフォージャンパーとして174.5mを記録した。これに関してFISジャンプ委員長のトールビョルン・イゲセットは「女子ジャンパーはフライングヒルを飛ぶのに十分な技量をもっているのか」という疑問を提示し、スポーツ界の女性の権利に関する議論に発展した。
2010年にはオスロのホルメンコーレンジャンプ競技場が2011年ノルディックスキー世界選手権に向けて大改修が終了したのを記念するイベントで記念すべき初ジャンプを飛ぶ大役を負ったが、前日にビヨーン・アイナール・ローモーレンが練習で飛んでしまい、政治問題にまで発展した。
2011年ノルディックスキー世界選手権では22位に終わり、このシーズンのコンチネンタルカップ総合も16位に終わった。
一方、ノルウェー映画『ホルテンさんのはじめての冒険』（2007年）に主人公の母親（少女時代）役で出演した。
2015年3月10日、現役引退を表明した。